# ريز أحمد
رضوان أحمد (بالأردية: رضوان احمد) أو كما يلقب باسم ريز أحمد (بالأردية: رض احمد) (و. 1982 – م) هو ممثل، ورابر، وموسيقي، وممثل أفلام، ومغني من المملكة المتحدة ومن أصول باكستانية.

## التعليم
تعلم في كنيسة المسيح، أكسفورد، والمدرسة المركزية للخطابة والدراما ‏.

## وصلات خارجية
- ريز أحمد على موقع IMDb (الإنجليزية)
- ريز أحمد على موقع روتن توميتوز (الإنجليزية)
- ريز أحمد على موقع مونزينجر (الألمانية)
- ريز أحمد على موقع قاعدة بيانات الأفلام العربية
- ريز أحمد على موقع ألو سيني (الفرنسية)
- ريز أحمد على موقع ميوزك برينز (الإنجليزية)
- ريز أحمد على موقع ميوزك برينز (الإنجليزية)
- ريز أحمد على موقع قاعدة بيانات الأفلام السويدية (السويدية)
- ريز أحمد على موقع ديسكوغز (الإنجليزية)
- ريز أحمد على موقع قاعدة بيانات الفيلم (الإنجليزية)